# Associazione Calcio Fiorentina 1971-1972

## Stagione
Nella stagione 1971-1972 la Fiorentina disputa il campionato di Serie A, con 36 punti ottiene il quinto posto appaiata all'Inter.
La Fiorentina, allenata dal barone Nils Liedholm, torna a lottare per lo scudetto, fino a poche giornate dalla fine, raccoglie soltanto quattro pareggi e due sconfitte nelle ultime sei partite, arrivando quinta al termine del torneo, a sette punti dai campioni della Juventus. A rinforzare la squadra viola arrivano il centrocampista Nevio Scala dal L.R. Vicenza e il centravanti brasiliano Sergio Clerici dal Verona. Miglior realizzatore di stagione fu Clerici con 14 reti, di cui 10 in campionato, 3 in Coppa Italia, ed uno in Mitropa Cup.

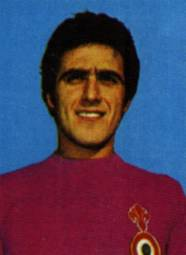
Claudio Desolati

La Fiorentina vince il girone B ed arriva in finale di Coppa Mitropa (Coppa dell'Europa Centrale) perdendo nelle due sfide contro il Čelik Zenica (0-0) a Firenze, (1-0) a Zenica, miglior marcatore del torneo è il viola Luciano Chiarugi con 5 gol. In Coppa Italia sfiora la finale, arrivando seconda nel girone B di qualificazione per la finale, dopo aver vinto prima del campionato il 7º girone che l'ha qualificata per il girone finale.

## Rosa
| N. |                   | Ruolo | Calciatore           |
| -- | ----------------- | ----- | -------------------- |
|    | Italia (bandiera) | P     | Nevio Favaro         |
|    | Italia (bandiera) | P     | Michelangelo Sulfaro |
|    | Italia (bandiera) | P     | Franco Superchi      |
|    | Italia (bandiera) | D     | Giovanni Botti       |
|    | Italia (bandiera) | D     | Giuseppe Brizi       |
|    | Italia (bandiera) | D     | Ugo Ferrante         |
|    | Italia (bandiera) | D     | Giancarlo Galdiolo   |
|    | Italia (bandiera) | D     | Pietro Ghedin        |
|    | Italia (bandiera) | D     | Giuseppe Longoni     |
|    | Italia (bandiera) | D     | Ennio Pellegrini     |
|    | Italia (bandiera) | C     | Giorgio Campagna     |
|    | Italia (bandiera) | C     | Domenico Caso        |
|    | Italia (bandiera) | C     | Dino D'Alessi        |

| N. |                    | Ruolo | Calciatore                    |
| -- | ------------------ | ----- | ----------------------------- |
|    | Italia (bandiera)  | C     | Giancarlo De Sisti (capitano) |
|    | Italia (bandiera)  | C     | Salvatore Esposito            |
|    | Italia (bandiera)  | C     | Ferruccio Mazzola             |
|    | Italia (bandiera)  | C     | Claudio Merlo                 |
|    | Italia (bandiera)  | C     | Andrea Orlandini              |
|    | Italia (bandiera)  | C     | Nevio Scala                   |
|    | Italia (bandiera)  | A     | Giorgio Braglia               |
|    | Brasile (bandiera) | A     | Sergio Clerici                |
|    | Italia (bandiera)  | A     | Luciano Chiarugi              |
|    | Italia (bandiera)  | A     | Claudio Desolati              |
|    | Italia (bandiera)  | A     | Italo Florio                  |
|    | Italia (bandiera)  | A     | Claudio Piccinetti            |

Giocatori acquistati per la stagione 1972-1973 ma che sono scesi in campo nelle finali della Coppa Mitropa, tenutesi ad agosto e ottobre 1972.
| N. |                   | Ruolo | Calciatore     |
| -- | ----------------- | ----- | -------------- |
|    | Italia (bandiera) | D     | Mario Perego   |
|    | Italia (bandiera) | A     | Nello Saltutti |

| N. |                   | Ruolo | Calciatore     |
| -- | ----------------- | ----- | -------------- |
|    | Italia (bandiera) | A     | Angelo Sormani |

## Risultati

### Serie A

#### Girone di andata
| Arbitro: | Trono (Torino) |

|                           |           |            |
| Orlandini 10’ Clerici 89’ | Marcatori | 25’ Ripari |

| Arbitro: | Toselli (Cormons) |

|                |           |  |
| Bigon 27’, 61’ | Marcatori |  |

| Arbitro: | Barbaresco (Cormons) |

|                                 |           |  |
| Petrelli 27’ (aut.) Clerici 45’ | Marcatori |  |

| Arbitro: | R. Lattanzi (Roma) |

|                                           |           |              |
| Moro 54’ (rig.) Doldi 75’ Magistrelli 85’ | Marcatori | 89’ N. Scala |

| Arbitro: | Menegali (Roma) |

|                          |           |              |
| Clerici 83’ Chiarugi 90’ | Marcatori | 60’ A. Scala |

| Verona 14 novembre 1971 6ª giornata | Verona        | 0 – 0 | Fiorentina | Stadio Marcantonio Bentegodi\| Arbitro: \| Motta (Monza) \| |
| Arbitro:                            | Motta (Monza) |       |            |                                                             |

| Arbitro: | Pieroni (Roma) |

|              |           |             |
| Chiarugi 44’ | Marcatori | 34’ Fossati |

| Arbitro: | Michelotti (Parma) |

|  |           |                          |
|  | Marcatori | 53’ Chiarugi 79’ Clerici |

| Arbitro: | Panzino (Catanzaro) |

|                              |           |                     |
| Merlo 6’ Chiarugi 79’ (rig.) | Marcatori | 30’ (rig.) Maraschi |

| Cagliari 19 dicembre 1971 10ª giornata | Cagliari         | 0 – 0 | Fiorentina | Stadio Sant'Elia\| Arbitro: \| Gonella (Torino) \| |
| Arbitro:                               | Gonella (Torino) |       |            |                                                    |

| Firenze 26 dicembre 1971 11ª giornata | Fiorentina     | 0 – 0 | Inter | Stadio Comunale\| Arbitro: \| Monti (Ancona) \| |
| Arbitro:                              | Monti (Ancona) |       |       |                                                 |

| Arbitro: | Toselli (Cormons) |

|             |           |                                  |
| Badiani 13’ | Marcatori | 35’ (rig.) Chiarugi 45’ N. Scala |

| Arbitro: | Menegali (Roma) |

|                    |           |  |
| Rimbano 69’ (aut.) | Marcatori |  |

| Arbitro: | Francescon (Padova) |

|             |           |  |
| Bettega 73’ | Marcatori |  |

| Firenze 23 gennaio 1972 15ª giornata | Fiorentina           | 0 – 0 | Sampdoria | Stadio Comunale\| Arbitro: \| Gialluisi (Barletta) \| |
| Arbitro:                             | Gialluisi (Barletta) |       |           |                                                       |

#### Girone di ritorno
| Napoli 30 gennaio 1972 16ª giornata | Napoli           | 0 – 0 | Fiorentina | Stadio San Paolo\| Arbitro: \| Torelli (Milano) \| |
| Arbitro:                            | Torelli (Milano) |       |            |                                                    |

| Arbitro: | R. Lattanzi (Roma) |

|                                    |           |  |
| Clerici 48’ Anquilletti 54’ (aut.) | Marcatori |  |

| Roma 13 febbraio 1972 18ª giornata | Roma             | 0 – 0 | Fiorentina | Stadio Olimpico\| Arbitro: \| Gonella (Torino) \| |
| Arbitro:                           | Gonella (Torino) |       |            |                                                   |

| Arbitro: | Bernardis (Roma) |

|                         |           |  |
| Clerici 35’ (rig.), 58’ | Marcatori |  |

| Arbitro: | Serafino (Roma) |

|             |           |             |
| Gregori 21’ | Marcatori | 80’ Longoni |

| Arbitro: | Branzoni (Pavia) |

|                          |           |              |
| N. Scala 11’ Clerici 89’ | Marcatori | 77’ Mascetti |

| Arbitro: | Monti (Ancona) |

|             |           |                    |
| Bui 33’ 78’ | Marcatori | 90’ (rig.) Clerici |

| Arbitro: | Toselli (Cormons) |

|                    |           |  |
| Clerici 80’ (rig.) | Marcatori |  |

| Arbitro: | Serafino (Roma) |

|  |           |                |
|  | Marcatori | 11’ F. Mazzola |

| Arbitro: | Bernardis (Roma) |

|  |           |          |
|  | Marcatori | 29’ Riva |

| Arbitro: | Francescon (Padova) |

|           |           |              |
| Bedin 81’ | Marcatori | 30’ De Sisti |

| Arbitro: | Angonese (Mestre) |

|  |           |                |
|  | Marcatori | 79’ S. Petrini |

| Arbitro: | Stagnoli (Bologna) |

|                |           |              |
| C. Petrini 39’ | Marcatori | 55’ N. Scala |

| Arbitro: | Pieroni (Roma) |

|           |           |                     |
| Merlo 33’ | Marcatori | 52’ (aut.) Ferrante |

| Genova 28 maggio 1972 30ª giornata | Sampdoria       | 0 – 0 | Fiorentina | Stadio Luigi Ferraris\| Arbitro: \| Porcelli (Lodi) \| |
| Arbitro:                           | Porcelli (Lodi) |       |            |                                                        |

### Coppa Italia

#### Primo turno
| Arbitro: | Mascali (Desenzano del Garda) |

|  |           |                                                |
|  | Marcatori | 17’ Clerici 36’ (rig.) De Sisti 80’ F. Mazzola |

| 5 settembre 1971 2ª giornata |  | – Turno di riposo FIORENTINA |  |  |

| Arbitro: | Pieroni (Roma) |

|                        |           |  |
| Chiarugi 33’, 56’, 69’ | Marcatori |  |

| Arbitro: | Torelli (Milano) |

|  |           |            |
|  | Marcatori | 53’ Vitali |

| Arbitro: | Gonella (Torino) |

|  |           |                   |
|  | Marcatori | 55’ (aut.) Tonani |

#### Secondo turno
| Arbitro: | Trinchieri (Reggio Emilia) |

|           |           |  |
| Nanni 88’ | Marcatori |  |

| Firenze 8 giugno 1972, ore 21:00 CEST 2ª giornata | Fiorentina     | 0 – 0 referto | Bologna | Stadio Comunale\| Arbitro: \| Trono (Torino) \| |
| Arbitro:                                          | Trono (Torino) |               |         |                                                 |

| Arbitro: | Francescon (Padova) |

|                    |           |            |
| Clerici 28’ (rig.) | Marcatori | 90’ Macchi |

| Arbitro: | Michelotti (Parma) |

|                    |           |                  |
| Clerici 64’ (rig.) | Marcatori | 43’ (rig.) Nanni |

| Arbitro: | Motta (Monza) |

|  |           |                          |
|  | Marcatori | 79’ De Sisti 90’ Braglia |

| Arbitro: | Carminati (Milano) |

|            |           |             |
| Perego 10’ | Marcatori | 25’ Braglia |

### Coppa Mitropa

#### Fase a gironi
| Arbitro: | Smejkal |

|  |           |                                |
|  | Marcatori | 50’, 61’ Chiarugi 89’ D'Alessi |

| Arbitro: | Zsolt |

|                                |           |  |
| Chiarugi 24’, 37’ D'Alessi 65’ | Marcatori |  |

| Arbitro: | Muencz |

|                          |           |             |
| Chiarugi 25’ Clerici 90’ | Marcatori | 82’ Traxler |

| Arbitro: | Kessler |

|                           |           |             |
| Bjeković 11’ Djordjic 52’ | Marcatori | 18’ Braglia |

#### Finale
| Firenze 23 agosto 1972 Finale andata | Fiorentina | 0 – 0 referto | Čelik Zenica | Stadio Comunale\| Arbitro: \| Kopcik \| |
| Arbitro:                             | Kopcik     |               |              |                                         |

| Arbitro: | Marschall |

|                 |           |  |
| Galijasević 89’ | Marcatori |  |

## Statistiche

### Statistiche di squadra
| Competizione  | Punti | In casa | In casa | In casa | In casa | In casa | In casa | In trasferta | In trasferta | In trasferta | In trasferta | In trasferta | In trasferta | Totale | Totale | Totale | Totale | Totale | Totale | DR  |
| Competizione  | Punti | G       | V       | N       | P       | Gf      | Gs      | G            | V            | N            | P            | Gf           | Gs           | G      | V      | N      | P      | Gf     | Gs     | DR  |
| ------------- | ----- | ------- | ------- | ------- | ------- | ------- | ------- | ------------ | ------------ | ------------ | ------------ | ------------ | ------------ | ------ | ------ | ------ | ------ | ------ | ------ | --- |
| Serie A       | 36    | 15      | 9       | 4       | 2       | 18      | 8       | 15           | 3            | 8            | 4            | 10           | 12           | 30     | 12     | 12     | 6      | 28     | 20     | +8  |
| Coppa Italia  |       | 5       | 1       | 3       | 1       | 5       | 3       | 5            | 3            | 1            | 1            | 7            | 2            | 10     | 4      | 4      | 2      | 12     | 5      | +7  |
| Coppa Mitropa |       | 3       | 2       | 1       | 0       | 5       | 1       | 3            | 1            | 0            | 2            | 4            | 3            | 6      | 3      | 1      | 2      | 9      | 4      | +5  |
| Totale        |       | 23      | 12      | 8       | 3       | 28      | 12      | 23           | 7            | 9            | 7            | 21           | 17           | 46     | 19     | 17     | 10     | 49     | 29     | +20 |

### Statistiche dei giocatori
A completamento delle statistiche sono da considerare 3 autogol a favore dei viola in campionato e 1 in Coppa Italia.
| Giocatore     | Serie A  | Serie A | Coppa Italia | Coppa Italia | Coppa Mitropa | Coppa Mitropa | Totale   | Totale |
| Giocatore     | Presenze | Reti    | Presenze     | Reti         | Presenze      | Reti          | Presenze | Reti   |
| ------------- | -------- | ------- | ------------ | ------------ | ------------- | ------------- | -------- | ------ |
| G. Botti      | 2        | 0       | 2            | 0            | 2             | 0             | 6        | 0      |
| G. Braglia    | 1        | 0       | 2            | 2            | 1             | 1             | 4        | 3      |
| G. Brizi      | 24       | 0       | 3            | 0            | 4             | 0             | 31       | 0      |
| G. Campagna   | 2        | 0       | 0            | 0            | 0             | 0             | 2        | 0      |
| D. Caso       | 0        | 0       | 6            | 0            | 0             | 0             | 6        | 0      |
| L. Chiarugi   | 20       | 5       | 5            | 3            | 3             | 5             | 28       | 13     |
| S. Clerici    | 28       | 10      | 10           | 3            | 6             | 1             | 44       | 14     |
| D. D'Alessi   | 15       | 0       | 3            | 0            | 4             | 2             | 22       | 2      |
| G. De Sisti   | 29       | 1       | 10           | 2            | 6             | 0             | 45       | 3      |
| C. Desolati   | 1        | 0       | 0            | 0            | 0             | 0             | 1        | 0      |
| S. Esposito   | 15       | 0       | 4            | 0            | 2             | 0             | 21       | 0      |
| B. Favaro     | 0        | -0      | 2            | -1           | 2             | -2            | 4        | -3     |
| U. Ferrante   | 8        | 0       | 10           | 0            | 2             | 0             | 20       | 0      |
| I. Florio     | 5        | 0       | 3            | 0            | 1             | 0             | 9        | 0      |
| G. Galdiolo   | 30       | 0       | 9            | 0            | 6             | 0             | 45       | 0      |
| P. Ghedin     | 2        | 0       | 2            | 0            | 1             | 0             | 5        | 0      |
| G. Longoni    | 29       | 1       | 9            | 0            | 4             | 0             | 42       | 1      |
| F. Mazzola    | 16       | 1       | 5            | 1            | 2             | 0             | 23       | 2      |
| C. Merlo      | 17       | 2       | 9            | 0            | 5             | 0             | 31       | 2      |
| A. Orlandini  | 29       | 1       | 8            | 0            | 5             | 0             | 42       | 1      |
| E. Pellegrini | 9        | 0       | 1            | 0            | 2             | 0             | 12       | 0      |
| C. Piccinetti | 3        | 0       | 0            | 0            | 1             | 0             | 4        | 0      |
| N. Scala      | 26       | 4       | 9            | 0            | 3             | 0             | 38       | 4      |
| M. Sulfaro    | 0        | -0      | 3            | -1           | 0             | -0            | 3        | -1     |
| F. Superchi   | 30       | -20     | 7            | -3           | 4             | -2            | 41       | -25    |
| M. Perego     | -        | -       | -            | -            | 2             | 0             | 2        | 0      |
| N. Saltutti   | -        | -       | -            | -            | 1             | 0             | 1        | 0      |
| A. Sormani    | -        | -       | -            | -            | 2             | 0             | 2        | 0      |